# Bilan saison par saison du football à Bourges
Le bilan par saison est le bilan des saisons sportives des clubs de football français basés à Bourges,.

## Bilan saison par saison

### FC Bourges (1966-2005)
| Saison    | Championnat                   | Championnat | Championnat | Championnat | Championnat | Championnat | Championnat | Championnat | Championnat | Championnat | Affluences | Coupe de France | Entraîneurs           |
| Saison    | Division                      | Class.      | Pts         | M           | V           | N           | D           | Bp          | Bc          | Diff        | Affluences | Coupe de France | Entraîneurs           |
| --------- | ----------------------------- | ----------- | ----------- | ----------- | ----------- | ----------- | ----------- | ----------- | ----------- | ----------- | ---------- | --------------- | --------------------- |
| 1966-1967 | DH Centre                     | 1er         | 35 pts      | 22          | 15          | 5           | 2           | 45          | 11          | +34         |            |                 | Noël Gallo            |
| 1967-1968 | CFA Ouest                     | 5e          | 36 pts      | 30          | 15          | 6           | 9           | 48          | 33          | +15         | 2 649      | 32e de finale   | Noël Gallo            |
| 1968-1969 | CFA Ouest                     | 5e          | 34 pts      | 26          | 13          | 8           | 5           | 45          | 30          | +15         | 3 357      |                 | Roger Meerseman       |
| 1969-1970 | CFA Ouest                     | 11e         | 25 pts      | 30          | 7           | 11          | 12          | 34          | 40          | -6          | 1 975      |                 | Roger Meerseman       |
| 1970-1971 | Division 2 - Gr. Centre       | 13e         | 23 pts      | 30          | 7           | 9           | 14          | 28          | 48          | -20         | 3 209      | 32e de finale   | Robert Siatka         |
| 1971-1972 | Division 2 - Gr. B            | 5e          | 33 pts      | 30          | 11          | 11          | 8           | 40          | 44          | -4          | 3 635      | 32e de finale   | Robert Siatka         |
| 1972-1973 | Division 2 - Gr. A            | 15e         | 27 pts      | 34          | 9           | 9           | 16          | 39          | 56          | -17         | 3 158      | 32e de finale   | César Pancho Gonzales |
| 1973-1974 | Division 2 - Gr. A            | 11e         | 34 pts      | 34          | 10          | 10          | 14          | 35          | 54          | -19         | 2 290      |                 | Robert Siatka         |
| 1974-1975 | Division 2 - Gr. B            | 16e         | 27 pts      | 32          | 7           | 11          | 14          | 26          | 37          | -11         | 3 456      | 7e tour         | Émile Daniel          |
| 1975-1976 | Division 3 - Gr. Centre-Ouest | 1er         | 45 pts      | 30          | 19          | 7           | 4           | 80          | 28          | +52         | 2 101      |                 | Kerim Ibrahim         |
| 1976-1977 | Division 2 - Gr. A            | 16e         | 21 pts      | 34          | 6           | 9           | 19          | 29          | 56          | -27         | 1 889      | 32e de finale   | Pierre Barlaguet      |
| 1977-1978 | Division 3 - Gr. Centre       | 16e         | 17 pts      | 30          | 4           | 9           | 17          | 19          | 44          | -25         | 707        |                 | Pierre Barlaguet      |
| 1978-1979 | Division 4 - Gr. F            | 9e          | 25 pts      | 26          | 7           | 11          | 8           | 18          | 21          | -3          |            |                 |                       |
| 1979-1980 | Division 4 - Gr. F            | 10e         | 22 pts      | 26          | 7           | 8           | 11          | 30          | 31          | -1          |            |                 |                       |
| 1980-1981 | Division 4 - Gr. E            | 2e          | 36 pts      | 26          | 14          | 8           | 4           | 32          | 25          | +7          | 448        |                 | Robert Valette        |
| 1981-1982 | Division 3 - Gr. Centre-Ouest | 14e         | 21 pts      | 30          | 5           | 11          | 14          | 28          | 46          | -18         | 1 018      |                 | Robert Valette        |
| 1982-1983 | Division 3 - Gr. Centre-Ouest | 14e         | 21 pts      | 30          | 7           | 7           | 16          | 36          | 47          | -11         | 965        |                 | Robert Nouzaret       |
| 1983-1984 | Division 3 - Gr. Centre       | 11e         | 25 pts      | 30          | 7           | 11          | 12          | 27          | 37          | -10         | 1 038      |                 | Marcel Le Borgne      |
| 1984-1985 | Division 3 - Gr. Centre       | 12e         | 26 pts      | 30          | 9           | 8           | 13          | 28          | 42          | -14         | 1 450      |                 | Alain Michel          |
| 1985-1986 | Division 3 - Gr. Centre-Ouest | 1er         | 43 pts      | 30          | 17          | 9           | 4           | 42          | 22          | +20         | 2 192      |                 | Alain Michel          |
| 1986-1987 | Division 2 - Gr.B             | 17e         | 22 pts      | 34          | 7           | 8           | 19          | 32          | 60          | -28         | 2 399      |                 | Alain Michel          |
| 1987-1988 | Division 3 - Gr. Centre       | 4e          | 36 pts      | 30          | 13          | 10          | 7           | 41          | 31          | +10         | 1 603      | 32e de finale   | Alain Michel          |
| 1988-1989 | Division 3 - Gr. Centre       | 3e          | 40 pts      | 30          | 18          | 4           | 8           | 69          | 41          | +28         | 1 761      |                 | Alain Michel          |
| 1989-1990 | Division 3 - Gr. Centre       | 2e          | 38 pts      | 30          | 14          | 10          | 6           | 51          | 28          | +23         | 1 708      |                 | Alain Michel          |
| 1990-1991 | Division 2 - Gr. B            | 13e         | 31 pts      | 34          | 10          | 11          | 13          | 35          | 51          | -16         | 2 587      | 16e de finale   | Alain Michel          |
| 1991-1992 | Division 2 - Gr. A            | 8e          | 33 pts      | 32          | 12          | 9           | 11          | 36          | 35          | +1          | 3 343      | 8e de finale    | Alain Michel          |
| 1992-1993 | Division 2 - Gr. B            | 7e          | 39 pts      | 34          | 11          | 17          | 6           | 49          | 37          | +12         | 2 826      |                 | Alain Michel          |
| 1993-1994 | Division 2                    | 21e         | 30 pts      | 42          | 9           | 12          | 21          | 43          | 60          | -17         | 2 201      | 32e de finale   | Michel puis Brown     |
| 1994-1995 | National 1 - Gr. A            | 7e          | 35 pts      | 34          | 12          | 11          | 11          | 35          | 39          | -4          | 965        |                 | Bobby Brown           |
| 1995-1996 | National 2 - Gr. D            | 1re         | 66 pts      | 34          | 18          | 12          | 4           | 59          | 23          | +36         | 1 002      |                 | Bobby Brown           |
| 1996-1997 | National 1 - Gr. A            | 8e          | 54 pts      | 34          | 15          | 9           | 10          | 53          | 34          | +19         | 1 027      | 32e de finale   | Bobby Brown           |
| 1997-1998 | National                      | 20e         | 0           | 0           | 0           | 0           | 0           | 0           | 0           | 0           |            |                 | Brown puis Vostanic   |
| 1998-1999 | DH Centre                     | 1er         | 92 pts      | 26          | 20          | 6           | 0           | 64          | 19          | +45         |            |                 | Jean Gomez            |
| 1999-2000 | CFA 2 - Gr. C                 | 4e          | 83 pts      | 30          | 16          | 5           | 9           | 47          | 35          | +12         |            |                 | Jean Gomez            |
| 2000-2001 | CFA - Gr. C                   | 12e         | 78 pts      | 34          | 11          | 11          | 12          | 38          | 39          | -1          |            |                 | Jean Gomez            |
| 2001-2002 | CFA - Gr. C                   | 15e         | 69 pts      | 34          | 9           | 8           | 17          | 43          | 49          | -6          |            |                 | Jean Gomez            |
| 2002-2003 | CFA - Gr. D                   | 8e          | 85 pts      | 34          | 12          | 15          | 7           | 42          | 23          | +19         |            |                 | Gomez puis Vostanic   |
| 2003-2004 | CFA - Gr. D                   | 10e         | 77 pts      | 34          | 12          | 7           | 15          | 44          | 45          | -1          |            |                 | Pavlé Vostanic        |
| 2004-2005 | CFA 2 - Gr. F                 | 16e         | 0           | 0           | 0           | 0           | 0           | 0           | 0           | 0           |            |                 | Pascal Dupuis         |

### Bourges 18 (2005-2021)
| Saison    | Championnat       | Championnat | Championnat | Championnat | Championnat | Championnat | Championnat | Championnat | Championnat | Championnat | Coupe de France | Entraîneurs         |
| Saison    | Division          | Class.      | Pts         | M           | V           | N           | D           | Bp          | Bc          | Diff        | Coupe de France | Entraîneurs         |
| --------- | ----------------- | ----------- | ----------- | ----------- | ----------- | ----------- | ----------- | ----------- | ----------- | ----------- | --------------- | ------------------- |
| 2005-2006 | DHR Centre        |             |             |             |             |             |             |             |             |             |                 | Laurent Di Bernardo |
| 2006-2007 | DH Centre         | 8e/14       | 60 pts      | 26          | 10          | 4           | 12          | 38          | 39          | -1          |                 | Laurent Di Bernardo |
| 2007-2008 | DH Centre         | 4e/14       | 68 pts      | 26          | 10          | 12          | 4           | 44          | 31          | +13         |                 | Laurent Di Bernardo |
| 2008-2009 | DH Centre         | 1er/14      | 78 pts      | 26          | 15          | 7           | 4           | 53          | 20          | +33         |                 | Stéphane Drici      |
| 2009-2010 | CFA 2 - Gr. G     | 12e/16      | 66 pts      | 30          | 8           | 12          | 10          | 30          | 39          | -9          |                 | Stéphane Drici      |
| 2010-2011 | CFA 2 - Gr. G     | 13e/15      | 61 pts      | 28          | 7           | 12          | 9           | 33          | 33          | 0           |                 | Stéphane Drici      |
| 2011-2012 | CFA 2 - Gr. D     | 3e/16       | 83 pts      | 30          | 15          | 8           | 7           | 46          | 30          | +16         | 7e tour         | Laurent Di Bernardo |
| 2012-2013 | CFA 2 - Gr. D     | 4e/14       | 68 pts      | 26          | 11          | 9           | 6           | 36          | 24          | +12         |                 | Laurent Di Bernardo |
| 2013-2014 | CFA 2 - Gr. D     | 4e/14       | 70 pts      | 26          | 12          | 8           | 6           | 46          | 32          | +14         |                 | Laurent Di Bernardo |
| 2014-2015 | CFA 2 - Gr. F     | 5e/14       | 63 pts      | 26          | 10          | 7           | 9           | 39          | 30          | +9          |                 | Sébastien Dubroca   |
| 2015-2016 | CFA 2 - Gr. B     | 7e/14       | 59 pts      | 26          | 9           | 6           | 11          | 28          | 30          | -2          | 7e tour         | Sébastien Dubroca   |
| 2016-2017 | CFA 2 - Gr. B     | 11e/14      | 27 pts      | 26          | 8           | 3           | 15          | 31          | 39          | -8          |                 | Sébastien Dubroca   |
| 2017-2018 | National 3 Centre | 6e/14       | 35 pts      | 26          | 8           | 11          | 7           | 33          | 33          | 0           |                 | Dominique Bougras   |
| 2018-2019 | National 3 Centre | 8e/14       | 31 pts      | 26          | 7           | 10          | 9           | 32          | 40          | -8          | 6e tour         | Youcef Benghourieb  |
| 2019-2020 | National 3 Centre | 2e/14       | 30 pts      | 17          | 8           | 6           | 3           | 32          | 21          | +11         |                 | Youcef Benghourieb  |
| 2020-2021 | National 2 grp. D | 15e/16      | 3 pts       | 9           | 1           | 0           | 8           | 10          | 19          | -9          | 7e tour         | Youcef Benghourieb  |

### Bourges Foot 18 puis Bourges FC (depuis 2021)
| Saison    | Championnat       | Championnat | Championnat | Championnat | Championnat | Championnat | Championnat | Championnat | Championnat | Championnat | Coupe de France | Entraîneurs         |
| Saison    | Division          | Class.      | Pts         | M           | V           | N           | D           | Bp          | Bc          | Diff        | Coupe de France | Entraîneurs         |
| --------- | ----------------- | ----------- | ----------- | ----------- | ----------- | ----------- | ----------- | ----------- | ----------- | ----------- | --------------- | ------------------- |
| 2021-2022 | National 2 grp. D | 3e/16       | 56 pts      | 30          | 17          | 5           | 8           | 46          | 26          | +20         | 4e tour         | Laurent Di Bernardo |